# Diana Krall
Diana Jean Krall (ur. 16 listopada 1964 w Nanaimo, Kolumbia Brytyjska) – kanadyjska wokalistka i pianistka jazzowa, obecnie zamieszkała w USA.
Rozgłos zyskała w 1996 dzięki albumowi pt. All for You, za który była nominowana do nagrody Grammy. Jej następna płyta, When I Look in Your Eyes, rozeszła się w milionie egzemplarzy i była nominowana do nagrody Grammy za album roku. Kolejną płytę, The Look of Love, nagrała z towarzyszeniem London Symphony Orchestra. W trakcie kariery nagrywała również z takimi artystami, jak: Dave Grusin, Mark Whitfield, Geoff Keezer, Toots Thielemans, Céline Dion, The Chieftains, Clint Eastwood, Rosemary Clooney, Tony Bennett, Terence Blanchard, Willie Nelson, Elvis Costello i Ray Charles.

## Życiorys
Urodziła się w Nanaimo (Kolumbia Brytyjska) w Kanadzie. Pochodzi z muzycznej rodziny: głos odziedziczyła po babce, pasję do fortepianu po ojcu. Wychowywała się na muzyce m.in. takich artystów, jak: Nat King Cole, Bill Evans, Frank Sinatra czy Fats Waller. Uczęszczała do Nanaimo District Secondary School do klasy harmonii i kompozycji Bryana Stovella oraz uczestniczyła w Phil Nimmons Music Camp w Toronto, gdzie uczył ją Don Thompson. Tam też założyła swoje pierwsze jazzowe trio.

### Początki kariery
W czasie Vancouver Jazz Festival w 1980 otrzymała stypendium do Berklee College of Music w Bostonie. W latach 1982–1983 brała udział w New Westminster Jazz Festival, w 1984 w Nanaimo Jazz'84 oraz Bud Shank’s Jazz Workshop. W tym samym roku podjęła specjalistyczne studia z Alanem Broadbentem w ramach Canada Arts Council Grant. W latach 1985–1987 uczyła się u Jimmy’ego Rowlesa i kontynuowała naukę u Raya Browna.
W latach 1988–1989 odbyła swoją pierwszą trasę koncertową (głównie w hotelowych restauracjach) po Ameryce i Europie (Szwecja i Szwajcaria). W Zurychu spotkała kompozytora, aranżera, pianistę, trębacza i puzonistę, Vince’a Benedettiego, z którym nagrała album Heartdrops. W 1990 przeniosła się do Nowego Jorku, gdzie stale grywa w trio.

### Lata 90
W 1993 nagrała z Jeffem Hamiltonem i Johnem Claytonem swój pierwszy album – Stepping Out. W 1995 nagrała album Only Trust Your Heart z udziałem Raya Browna, Christiana McBride’a, Lewisa Nasha i Stanleya Turrentine’a. Europejsko-japońska trasa koncertowa przyniosła pozytywne recenzje i uznanie publiczności, a pianistka-wokalistka stała się popularna. W 1996 wydała przełomowy album All for You (dedykowany Nat King Cole Trio) z udziałem gitarzysty Russella Malone i basisty Paula Kellera. Płyta przyniosła jej nominację do Grammy w kategorii Best Jazz Vocal Performance 1997. „New York Times” wybrał album do dziesiątki najlepszych płyt roku, a na prestiżowej liście bestsellerów jazzu magazynu „Billboard” All for You utrzymywał się przez ponad 70 tygodni. Diana Krall wzięła udział w wielu koncertach, m.in. pamięci Elli Fitzgerald w Carnegie Hall i koncercie promującym Songbook Benny’ego Cartera w Lincoln Center. Nagrany w 1997 album Love Scenes z Russellem Malonem i Christianem McBridem zdobył nominację do Grammy w kategorii Best Jazz Vocal Performance 1998.
22 października 1997 z Rusellem Mallonem i Benem Wolfe wystąpiła w radiowym Studio M1 im. Agnieszki Osieckiej w Warszawie w ramach „Jazz Jamboree”.
W 1999 wydała pierwszy album z orkiestrą, When I Look in Your Eyes. Sprzedany w platynowym nakładzie przyniósł jej nominację w najbardziej prestiżowej kategorii nagród Grammy, Album of the Year 2000 oraz dwie nagrody (Best Jazz Vocal Performance 2000 i Best Engineered Album, Non-Classical 2000 dla Ala Schmitta).

### Lata 2000
W 2001 wydała album The Look of Love z towarzyszeniem London Symphony Orchestra. Płyta została uhonorowana nagrodą Grammy dla Ala Schmitta w kategorii Best Engineered Album, Non-Classical 2002. W 2002 wydala pierwszy album koncertowy – Live in Paris (również na DVD), króty zdobył nagrodę Grammy w kategorii Best Jazz Vocal Album 2003. Nagrała też w duecie z Natalie Cole piosenkę „Better Than Anything” (album Cole Ask a Woman Who Knows był nominowany do Grammy w kategorii Best Pop Collaboration with Vocals 2003).
W 2003 zagrała w filmie Woody’ego Allena Życie i cała reszta (Anything Else) u boku m.in. Jasona Biggsa, Christiny Ricci i Danny’ego DeVito. Została uhonorowana tytułem doktora honoris causa University of Victoria w Kanadzie.
W 2004 wydała kolejny przełomowy album The Girl in the Other Room z własnymi kompozycjami. W tym samym roku zagrała rolę śpiewaną w filmie Irwina Winklera De-Lovely, opowiadającym o Cole’u Porterze.
14 stycznia 2004 powstał Oficjalny Polski Fan-Klub Diany Krall The Girl in the Other Room.

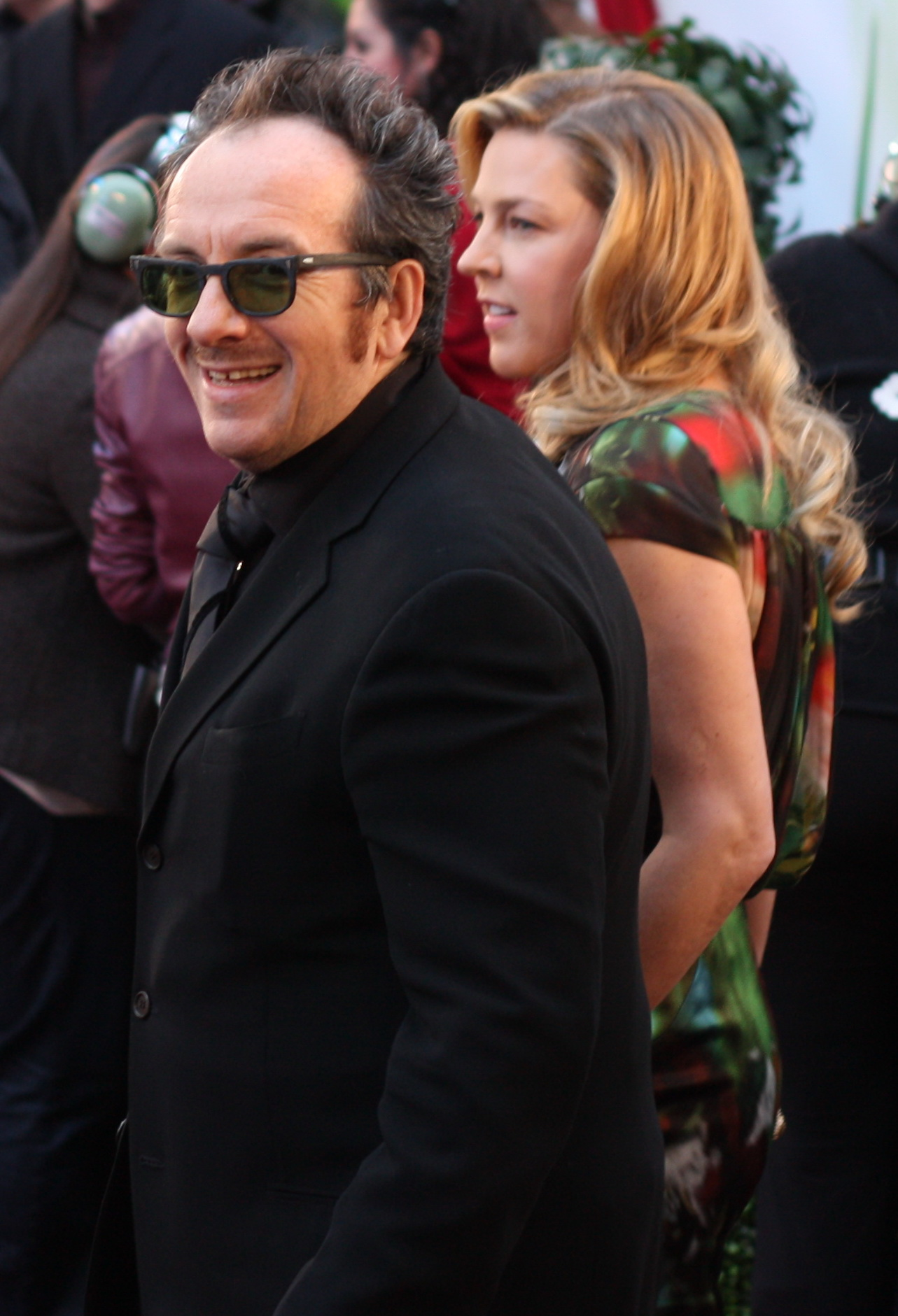
Diana Krall z mężem, Elvisem Costello, 2009

Wokalistka często koncertowała w Polsce:
- w październiku 1997 wystąpiła w studiu im. Agnieszki Osieckiej w Warszawie,
- 7 grudnia 2004 w ramach „Ery Jazzu” dała koncert w Sali Kongresowej w Warszawie,
- 9 marca 2007 w hali „Orbita” we Wrocławiu,
- w listopadzie 2009 wystąpiła 3 razy w Polsce: 6 listopada 2009 w warszawskiej Sali Kongresowej, 7 listopada w Domu Muzyki i Tańca w Zabrzu oraz 25 listopada w Hali Stulecia we Wrocławiu[3],
- w 2012 wystąpiła 3 razy w Polsce: 11 listopada w Sali Kongresowej w Warszawie, 15 listopada w hali Sportowo-Widowiskowej Gdynia w Gdyni i 16 listopada w hali „Orbita” we Wrocławiu[4],
- 20 października 2015 na Torwarze w Warszawie,
- 29 czerwca 2016 w Hali Stulecia we Wrocławiu,
- 28 czerwca 2019 w Tauron Arenie w Krakowie,
- 9 maja 2023 na Torwarze w Warszawie,
- w 2024 wystąpiła 2 razy w Polsce: 30 czerwca w Centrum Kongresowym ICE w Krakowie i 1 lipca w Operze Leśnej w Sopocie,
- w 2025 wystąpi 2 razy w Polsce: 16 października w Domu Muzyki i Tańca w Zabrzu oraz 18 października w Narodowym Forum Muzyki we Wrocławiu.

W 2017 wydała album Turn Up the Quiet, na który składają się amerykańskie standardy jazzowe. Podobnie następny album Love Is Here to Stay (2018), nagrany wspólnie z Tonnym Bennetem, zawiera kompozycje, należące do standardów amerykańskiej muzyki rozrywkowej i jazzowej, skomponowane przez Georga Gershwina, do których słowa napisał jego brat Ira Gershwin.
W 2020 wydała swój 16. album studyjny This Dream of You. Utwory na ten album zostały wybrane przez Krall (która również była producentka tego albumu) z ponad 30 nagranych, ale nigdy wcześniej nie wykorzystanych kompozycji. 

## Życie prywatne
W 2000 roku została odznaczona Orderem Kolumbii Brytyjskiej i w 2005 Orderem Kanady – najwyższym cywilnym odznaczeniem w Kanadzie.
6 grudnia 2003 roku poślubiła Elvisa Costello w zamku pod Londynem. 6 grudnia 2006 w Nowym Jorku przyszli na świat jej synowie-bliźniacy: Dexter Henry Lorcan i Frank Harlan James.

## Dyskografia

### Albumy
| Stepping Out                           | - Data: 1993 - Wydawca: Justin Time Records          | –   | –  | –   | –  | –  | –  | –  | –  | –  | –  |                                                                     |
| Only Trust Your Heart                  | - Data: 14 lutego 1995 - Wydawca: GRP Records        | –   | –  | –   | –  | –  | –  | –  | –  | –  | –  |                                                                     |
| All for You                            | - Data: 3 grudnia 1996 - Wydawca: Impulse! Records   | –   | –  | –   | –  | –  | 45 | –  | –  | –  | –  | - USA: złota płyta                                                  |
| Love Scenes                            | - Data: 26 sierpnia 1997 - Wydawca: Impulse! Records | 109 | –  | 152 | –  | –  | –  | –  | –  | –  | –  | - USA: złota płyta                                                  |
| When I Look in Your Eyes               | - Data: 8 czerwca 1999 - Wydawca: Impulse! Records   | 56  | 12 | 72  | –  | –  | 41 | –  | –  | –  | –  | - USA: platynowa płyta                                              |
| The Look of Love                       | - Data: 18 września 2001 - Wydawca: Impulse! Records | 9   | 1  | 23  | 15 | 15 | 7  | –  | 36 | 15 | 27 | - CAN: 7x platynowa płyta - USA: platynowa płyta                    |
| The Girl in the Other Room             | - Data: 27 kwietnia 2004 - Wydawca: Verve Records    | 4   | 1  | 4   | 3  | 7  | 1  | 28 | 4  | 2  | 11 | - CAN: 2x platynowa płyta - POL: platynowa płyta - USA: złota płyta |
| From This Moment On                    | - Data: 19 września 2006 - Wydawca: Verve Records    | 7   | 1  | 29  | 15 | 16 | 4  | –  | 5  | 17 | 15 | - CAN: 2x platynowa płyta - POL: platynowa płyta                    |
| Quiet Nights                           | - Data: 31 marca 2009 - Wydawca: Verve Records       | 3   | 2  | 11  | 3  | 7  | 1  | 35 | 18 | 2  | 16 | - POL: platynowa płyta                                              |
| Glad Rag Doll                          | - Data: 2 października 2012 - Wydawca: Verve Records | 6   | 2  | 21  | 8  | 17 | 9  | 48 | 23 | 21 | 13 | - POL: złota płyta - CAN: złota płyta                               |
| Wallflower‬                             | - Data: 3 lutego 2015 - Wydawca: Verve Records       | 10  | 2  | 19  | 5  | 9  | 2  | –  | 33 | 4  | 10 | - POL: 2x platynowa płyta                                           |
| Turn Up the Quiet                      | - Data: 5 maja 2017 - Wydawca: Verve Records         | 18  | 8  | 32  | 5  | 16 | 10 | –  | 49 | 15 | 23 | - POL: złota płyta                                                  |
| Love Is Here to Stay oraz Tony Bennett | - Data: 14 września 2018 - Wydawca: Verve Records    | 11  | 19 | 33  | 4  | 20 | 13 | –  | –  | –  | –  | - POL: platynowa płyta                                              |
| This Dream of You                      | - Data: 25 września 2020 - Wydawca: Verve Records    | 25  | 8  | 38  | 2  | 30 | 13 | –  | 3  | –  | –  |                                                                     |
| „–” album nie był notowany.            |                                                      |     |    |     |    |    |    |    |    |    |    |                                                                     |

### Albumy świąteczne
| Have Yourself a Merry Little Christmas (EP) | - Data: 1998 - Wydawca: Impulse! Records          | –  | – | –   | –  | –  | –  | –  | –  |                                                                  |
| Christmas Songs                             | - Data: 1 listopada 2005 - Wydawca: Verve Records | 17 | 2 | 155 | 27 | 34 | 18 | 15 | 16 | - POL: platynowa płyta - CAN: platynowa płyta - USA: złota płyta |
| „–” album nie był notowany.                 |                                                   |    |   |     |    |    |    |    |    |                                                                  |

### Albumy koncertowe
| Live in Paris               | - Data: 1 października 2002 - Wydawca: Verve Records | 18 | 3 | 30 | 19 | 53 | 30 | 15 | 5 | - POL: złota płyta - USA: złota płyta |
| „–” album nie był notowany. |                                                      |    |   |    |    |    |    |    |   |                                       |

### Kompilacje
| The Very Best of Diana Krall | - Data: 18 września 2007 - Wydawca: Verve Records | 19 | 6 | 35 | 36 | 52 | 1 | 18 | 6 | - POL: platynowa płyta - CAN: platynowa płyta |
| „–” album nie był notowany.  |                                                   |    |   |    |    |    |   |    |   |                                               |

### Inne
| Heartdrops (Vince Benedetti Meets Diana Krall) | - Data: 2002 - Wydawca: TCB Music | 33 | - POL: złota płyta |
| „–” album nie był notowany.                    |                                   |    |                    |

## Wideografia
| Live in Paris                      | - Data: 2 kwietnia 2002 - Wydawca: Eagle Records   | 6  | - CAN: 6x platynowa płyta - USA: 2x platynowa płyta |
| Live at the Montréal Jazz Festival | - Data: 23 listopada 2004 - Wydawca: Verve Records | 11 | - CAN: 3x platynowa płyta                           |
| Live in Rio                        | - Data: 26 maja 2009 - Wydawca: Eagle Records      | 10 | - CAN: 2x platynowa płyta - USA: platynowa płyta    |
| „–” album nie był notowany.        |                                                    |    |                                                     |